# 李艾 (弘治進士)
李艾（1465年—1522年），字子芳，號靈崖，江西廣信上饒縣人，民籍，明朝政治人物。

## 生平
江西鄉試第四十六名舉人。弘治十八年（1505年）中式乙丑科會試第一百七十六名，三甲第八十一名進士。改庶吉士，正德二年（1507年）十月授浙江道御史。与同列傅元等三十餘人上疏極諫，触怒劉瑾，傳旨罰跪午門。之後奉命按治兩廣，丁内艱歸。服闋，被誣不復起仕。嘉靖元年卒，享年五十八歲。

## 家族
曾祖李存吾；祖父李信春；父李岳。前母汪氏；母吳氏。慈侍下。兄李茹。弟李英。娶韓氏，生一子李珊，幼亡；繼娶胡氏，生一子李瓘，娶徐氏，爲邑庠生。